# Quai du Barbou
Le quai du Barbou est une artère de la ville belge de Liège, sur la rive gauche de la Dérivation, qui relie, d'amont en aval, le quai de la Dérivation au pont Biais. 

## Toponymie
L'actuel boulevard de la Constitution était un bras secondaire de la Meuse appelé Biez du Barbou. Ce bras rejoignait l'Ourthe (devenue depuis 1863 la Dérivation) à l'extrémité sud-ouest du quai.

## Situation
Le quai occupe l'extrémité nord-est de l'île d'Outremeuse à Liège.
La route nationale 610 emprunte le quai. Comme les autres quais longeant la rive gauche de la Dérivation, la circulation automobile se fait en sens unique sur deux bandes d'aval vers l'amont, du pont Biais érigé en 1976 vers le quai de la Dérivation. Ce quai arboré est souvent le premier contact urbain avec la ville de Liège et l'île d'Outremeuse pour les automobilistes venant du nord par l'autoroute E25 et l'échangeur de Cheratte.

## Architecture et urbanisme
Contrairement aux autres quais riverains de la Dérivation, le quai du Barbou compte assez peu de hauts immeubles récents. Parmi les immeubles plus anciens du quai, celui sis au no 11 possède quelques éléments de style Art nouveau (ferronneries), celui du no 32, la maison René Paquay, a été réalisé dans le style moderniste et celui situé au no 34 relève du style Art déco.

## Activités
Le quai du Barbou est surtout connu pour abriter des établissements scolaires :  la Haute école de la province de Liège André Vésale (HEPL) se situe à l'angle du boulevard de la Constitution tandis que l'institut provincial d'Enseignement de Promotion Sociale (IPEPS Liège) est implanté à l'extrémité de l'île entre le quai du Barbou et le quai Godefroid Kurth. 
La péniche Légia est amarrée en face du boulevard de la Constitution. Elle sert de cadre à un studio d'enregistrement.

## Voiries adjacentes
- Quai de la Dérivation
- Boulevard de la Constitution
- Rue de l'Abattoir
- Pont Biais